# Pfadfinder und Pfadfinderinnen Liechtensteins
La Pfadfinder und Pfadfinderinnen Liechtensteins (PPL) è l'associazione nazionale di scautismo e guidismo del Liechtenstein.

## Storia

### Fondazione e seconda guerra mondiale

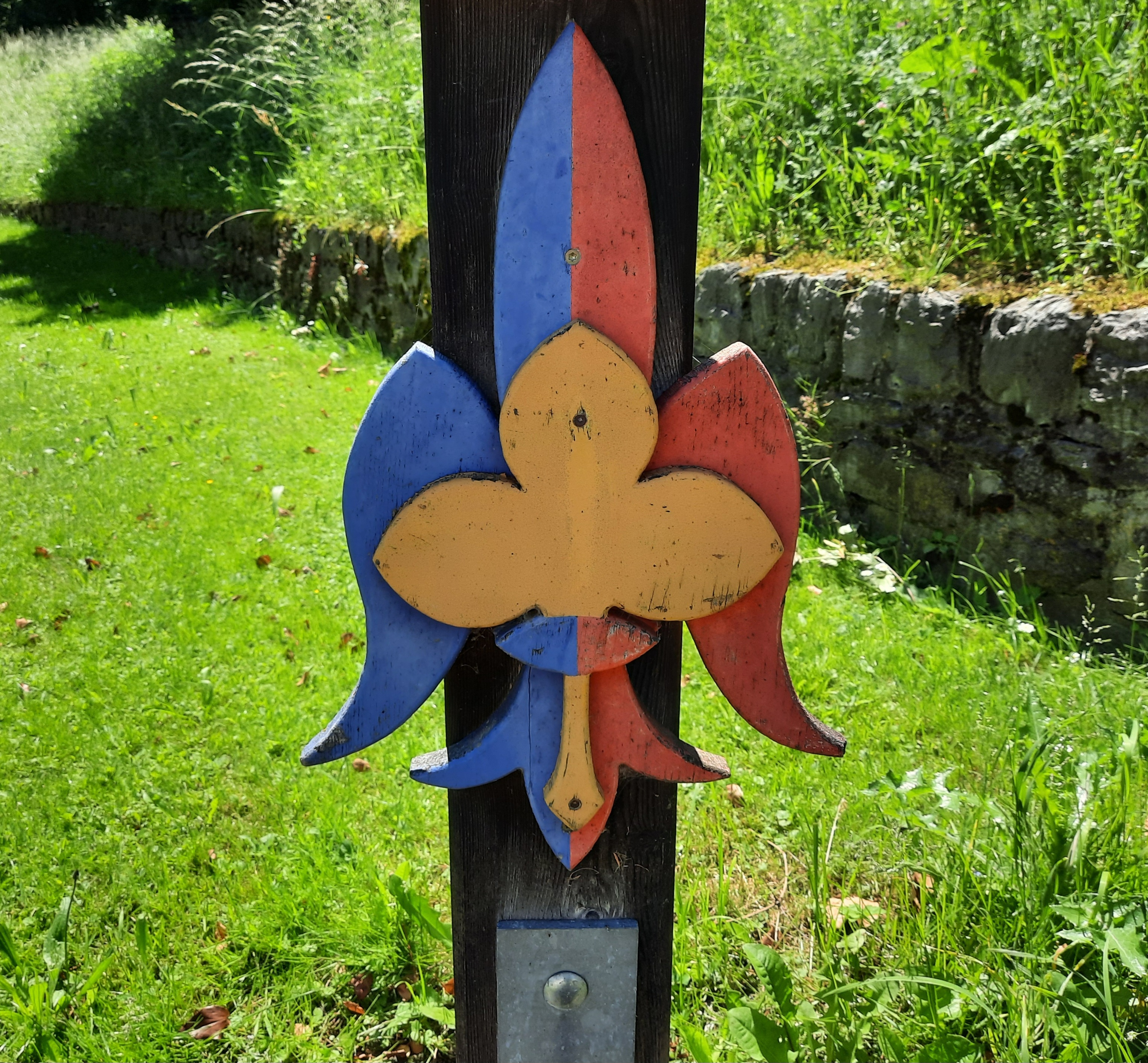
Il simbolo della PPL in legno

Nel 1927 le inondazioni del Reno gravarono sul Liechtenstein, che ricevette sostegno nelle bonifiche dagli scout dell'Austria e della Svizzera. In seguito a tali aiuti, Francesco I chiese la fondazione di un movimento giovanile per il principato. I primi gruppi scoutici nacquero con l'importante contributo fornito da Alexander Frick e il nuovo supporto di Austria e Svizzera, nel 1931. La promessa dei primi 34 scout si tenne l'11 ottobre presso il campo Dux di Schaan. Nel 1932 Vaduz venne dotata di un corpo scout, con anche il primo movimento femminile del paese.
Il Fürstlich Liechtensteinische Pfadfinderkorps St. Georg (FLPK) nacque nel 1933. Nello stesso anno entrò nell'OMMS e partecipò per la prima volta a un Jamboree mondiale. Nel 1938 venne istituito il Liechtensteinische Pfadfinderinnenkorps Santa Maria, altro corpo femminile, che nel 1952 entrò nell'AMGE, sette anni dopo la visita in Liechtenstein da parte di Olave Baden-Powell. Specie dopo l'Anschluss, lo sviluppo del movimento scout fu promosso dalla casa regnante e dal governo, per proteggere i giovani dal nazismo e dall'influenza del partito del Movimento Nazionale Tedesco.
Dai 230 ragazzi scout del 1938 si giunse a 650 nel giro di un anno. Per rafforzare lo spirito di coesione, nel 1940 il movimento organizzò i Giochi nazionali della gioventù a Vaduz e nel 1941 istituì un servizio di assistenza agricola gratuita. Nonostante ciò, nel 1942, raggiunto l'apice del conflitto tra gli scout e i sostenitori del nazismo, fu negata l'adesione al movimento ai bambini ebrei. Dal 1944 al 1968 venne pubblicato il giornale del movimento, Die Jugend.

### Dal secondo dopoguerra
L'organizzazione visse periodi di crisi dopo il 1945 e il 1968, mentre i baby boomer rivitalizzarono i singoli gruppi del paese negli anni '50 e '80. Nel 1953 Vaduz ospitò la 14ª Conferenza scout mondiale e una serie di francobolli commemorativi fu emessa per l'occasione.
Nel 1981 venne celebrato il 50⁰ anniversario del movimento con un raduno nazionale nel campo Dux e nel 1983 sia il corpo maschile che femminile si stabilirono nella Casa Scout di Schaan. Nel 1986 ebbe luogo la prima settimana di formazione per i capigruppo e nel 1989 avvenne la fusione dei due corpi, con la nascita della Pfadfinder und Pfadfinderinnen Liechtensteins (PPL).
Nel 1992 gli scout distribuirono per la prima volta la Luce della Pace da Betlemme e nel 2006 la PPL celebrò il suo 75⁰ anniversario. Nel 2013 ospitò il secondo Euro-Mini-Jam sulle rovine del castello di Schellenberg e nel 2022 ha celebrato i suoi 90 anni, compiuti l'anno precedente. Nel 2023 ha adottato la propria Strategia 2030.

### Capi Scout

#### Fürstlich Liechtensteinische Pfadfinderkorps St. Georg
- Emanuel von und zu Liechtenstein: 1935-1971;[5]
- Nikolaus del Liechtenstein: 1971-1989.[6]

#### Liechtensteinische Pfadfinderinnenkorps Santa Maria
- Nora del Liechtenstein: 1973-1989.[7]

#### Pfadfinder und Pfadfinderinnen Liechtensteins
- Louisanne von und zu Liechtenstein (1907-1994), nel ruolo di leader nazionale onoraria.[8]

## Organizzazione

### Branche e unità scout
La PPL è distribuita sul territorio nazionale attraverso nove unità, ognuna capeggiata da un proprio capo scout. I membri sono divisi in categorie in base all'età:
- Bienle e Wölfle (7-11 anni);
- Pfadfinder (11-15 anni);
- Pioniere (15-18 anni);
- Ranger e Rover (dai 18 anni in poi).

#### Balzers
L'unità scout Gutenberg è stata fondata a Balzers nel 1938 e alloggia nella Casa Scout e nell'Oberäckerle.

#### Triesen
L'unità scout St. Mamertus è stata fondata nel 1938 a Triesen e ha i propri alloggi nella Casa Scout e nel campeggio del comune.

#### Triesenberg
L'unità scout di Triesenberg è stata fondata nel 1989 dalla fusione dei movimenti degli scout e delle guide locali. Si distingue per l'evento "Confoederatio Helvetica", un viaggio di un giorno che consiste nell'esplorazione in treno di quattro città svizzere. Ha alloggi nella Casa Scout e a Prufatscheng.

#### Vaduz
Fondato nel 1932, il Pfadfinderinnen Sta. Maria und Pfadfinder St. Georg di Vaduz è un club apolitico e laico e ospita ogni anno campi estivi e invernali. Ha come alloggi le case scout Letzi e Spoerry e la Vecchia Casa della Gioventù a Malbun.

#### Schaan/Planken
L'unità scout Fürst Franz und Fürstin Gina, fondata a Schaan/Planken nel 1931, è la più antica della PPL. Nel 1938 fu aperta alle ragazze e nel 1983 i suoi membri rover costruirono la croce di vetta sul Kuhgrat. Svolge attività come l'Umweltpotzati, la Schaaner Fäscht, il mercato di San Nicola e il campeggio annuale di Pentecoste.
Ha alloggi nella Schmetta, dal 1991, nella Casa Scout e nel campo Dux. I suoi iscritti sono gli unici a indossare il fazzolettone al di sotto del colletto dell'uniforme.

#### Gamprin-Bendern
L'unità scout St. Felix di Gamprin-Bendern è stata fondata da Emanuel von und zu Liechtenstein nel 1937. Ha adottato il motto "Be wild - be cool - be scout!" e organizza per bambini e adolescenti attività ricreative mirate alla promozione della solidarietà. Organizza anche attività nella località di Salums.
Alla fine di ogni ottobre, nella chiesa di Gamprin, si tiene un servizio commemorativo in memoria del principe Emanuel, dei membri onorari e dei patroni della PPL. Ha alloggio nella Vereinshaus.

#### Mauren/Schaanwald
L'unità scout St. Peter und Paul dei comuni di Mauren/Schaanwald è stata fondata nel 1938 dal commissario Marcel Sele e dal commissario rover Eugen Büchel. Fu inattiva tra la fine degli anni '50 e la metà degli anni '70, quando Leo Büchel le ridiede vita organizzando incontri con i gruppi scout di Schellenberg.
Una tipica attività dell'unità è la grigliata che si tiene durante ogni campo estivo e, nei fine settimana che precedono il Natale, allestisce chioschi di vin brulé prodotto in casa nel centro di Mauren. Ha alloggio nella Casa Scout "Auf Berg".

#### Ruggell
L'unità scout St. Fridolin di Ruggell è stata istituita nel 1934 da Johann Büchel e nel 1991 si fuse con il corrispondente movimento femminile fondato nel 1936. Presenta un'età media relativamente bassa, dal cambio generazionale subito dalla sua direzione nel 2011.
I suoi eventi caratteristici sono il Giorno della Zuppa durante la Quaresima, il campo estivo che dura una settimana e la festa di Natale nella foresta, che segna simbolicamente la fine dell'anno. Ha alloggio nella Vereinshaus.

#### Schellenberg
L'unità scout St. Georg di Schellenberg è stata rifondata nel 1970 da Leo Büchel dopo alcuni anni di inattività.
Tradizioni dell'unità sono la messa all'aperto nel giorno di San Giorgio, con successiva promessa scout, e la festa di carnevale per bambini che si svolge nella palestra locale. Alloggia, dal 2006, nella propria Casa Scout, oltre che nel campeggio Obere Burg.

### Consiglio Nazionale
È capeggiato da un presidente e gestisce la PPL in cinque differenti ambiti. I suoi membri, eletti ogni due anni dall'assemblea generale (costituita dai delegati delle unità) sono:
- Carmen Heeb-Kindle (presidente);
- Martin Meier (finanze);
- Mia Hammermann (internazionale);
- Adriana Mathys (formazione);
- Steven Vogt (comunicazione);
- Markus Tschugmell (eventi).

### Pfadfindergilde Liechtenstein
Attiva dal 1987, è l'associazione degli ex studenti che vogliono ancora far parte del movimento scout. Finanzia progetti e svolge attività di volontariato per i paesi bisognosi. Venne istituita per sostituire la Vecchia Associazione Scout, attiva dal 1953 fino alla metà degli anni '80.
- Presidente: Ruth Gattinger.[N 3]

## Attività

### Obiettivi
Gli scopi della PPL sono responsabilizzare le persone, educarle alla vita di comunità e al rispetto per la natura. Si basa sulle esperienze organizzate e condivise in ambiente naturale, specie nei campi tendati.

### Negozio Scout
È stato aperto nel 1976 e vende articoli quali distintivi e uniformi. È gestito da volontari e, oltre agli orari di apertura convenzionali, è attivo su richiesta per appuntamenti personali.

### Knota
Knota è la rivista della PPL, che divulga con cadenza trimestrale gli eventi del movimento scout generale, dell'organizzazione nazionale e delle varie unità locali. La redazione è composta da volontari e la prima edizione venne pubblicata nel 1979.

### Liechtenstein Foodhouse
Associazione della PPL che partecipa ai Jamboree mondiali dello scautismo, per consentire alle persone che provengono da paesi diversi di interagire tra loro e di conoscere il Liechtenstein, mentre consumano pasti di cucina casalinga. È stata lanciata nel 2010 ed è stata attiva per la prima volta al 22º Jamboree mondiale dello scautismo. È composta da uno chef qualificato e dagli scout liechtensteinesi.

### Annotazioni
1. ↑  Al 31 ottobre 2022.[1]
2. ↑  Al 17 dicembre 2023.[20]
3. ↑  Al 17 dicembre 2023.[21]

### Fonti
1. ↑  (DE, EN) Organisation, su pfadi.li. URL consultato il 17 dicembre 2023.
2. 1 2 3 4 5 6 7 8 9 10 11 12 13 14  (EN, DE) PPL, su pfadi.li. URL consultato il 17 dicembre 2023.
3. 1 2 3 4 5 6 7 8 9 10 11 12 13 14 15 16 17 18 19  (DE) Klaus Biedermann, Pfadfinder und Pfadfinderinnen, su historisches-lexikon.li, 31 dicembre 2011. URL consultato il 17 dicembre 2023.
4. ↑  (EN) France International Sale - n6 Page 177, su stampsbythemes.com. URL consultato il 17 dicembre 2023.
5. ↑  (DE) Harald Wanger, Liechtenstein, Emanuel von, su historisches-lexikon.li, 31 dicembre 2011. URL consultato il 17 dicembre 2023.
6. ↑  (EN) Patronage, su pfadi.li. URL consultato il 17 dicembre 2023.
7. ↑  (EN) HRH Prinzessin Nora, su olympedia.org. URL consultato il 17 dicembre 2023.
8. ↑  Öhri, p. 492.
9. 1 2  (DE, EN) Pfadfinderbewegung Gutenberg Balzers, su pfadi.li. URL consultato il 17 dicembre 2023.
10. ↑  (EN, DE) Training Team, su pfadi.li. URL consultato il 17 dicembre 2023.
11. ↑  (DE, EN) Pfadfinderabteilung St. Mamertus Triesen, su pfadi.li. URL consultato il 17 dicembre 2023.
12. 1 2 3  (DE, EN) Pfadfinder und Pfadfinderinnen Triesenberg, su pfadi.li. URL consultato il 17 dicembre 2023.
13. 1 2  (DE, EN) Pfadfinder/innen Sta. Maria und Pfadfinder St. Georg Vaduz, su pfadi.li. URL consultato il 17 dicembre 2023.
14. 1 2 3 4 5  (DE, EN) Fürst Franz und Fürstin Gina Pfadfinder/innen Schaan / Planken, su pfadi.li. URL consultato il 17 dicembre 2023.
15. 1 2  (EN, DE) Schaan - Dux, su pfadi.li. URL consultato il 17 dicembre 2023.
16. 1 2 3 4 5  (DE, EN) Pfadfinder/innen St. Felix Gamprin-Bendern, su pfadi.li. URL consultato il 17 dicembre 2023.
17. 1 2 3 4  (DE, EN) Pfadfinder/innen St. Peter und Paul Mauren, su pfadi.li. URL consultato il 17 dicembre 2023.
18. 1 2 3 4  (DE, EN) Pfadfinder/innen St. Fridolin Ruggell, su pfadi.li. URL consultato il 17 dicembre 2023.
19. 1 2 3  (DE, EN) Pfadfinderschaft St. Georg Schellenberg, su pfadi.li. URL consultato il 17 dicembre 2023.
20. 1 2  (EN, DE) Verbandsleitung, su pfadi.li. URL consultato il 17 dicembre 2023.
21. 1 2 3  (DE, EN) Gilde (Ehemalige), su pfadi.li. URL consultato il 17 dicembre 2023.
22. 1 2  (DE, EN) Scout Shop, su pfadi.li. URL consultato il 17 dicembre 2023.
23. 1 2  (DE, EN) Knota (Magazin), su pfadi.li. URL consultato il 17 dicembre 2023.
24. 1 2 3  (EN, DE) Foodhouse, su pfadi.li. URL consultato il 17 dicembre 2023.